# Brutus (rapper)
Thijs Frederiks, beter bekend als Brutus (Amsterdam, 22 april 1983) is een Nederlands rapper uit Diemen. Samen met de rappers Baas B en Lange Frans vormde hij de rapformatie D-Men, waarvan hij ook de manager was. Brutus is de jongere broer van Lange Frans.

## Biografie
Brutus kreeg bekendheid dankzij "De Straatremixes", een mixtape van D-Men. Op deze serie mixtapes zijn meer rappers (en zangers) te horen, waaronder Lange Frans, Baas B, Negativ, Yes-R, Brace, Darryl, C-Ronic, The Opposites en Riza. Na het uitkomen van De Straatremixes vervolgde Brutus samen met Negativ, die tevens lid is van D-Men, met de single Mijn Feestje. In 2006 leverde Brutus een bijdrage aan het nummer Ik wacht al zo lang van Lange Frans & Baas B en Tim van DI-RECT. Na twee soloalbums uitgebracht te hebben, stopte hij met muziek maken onder de naam Brutus.

## Discografie

### Albums
- 2007 - Brutus - Gedachtegang
- 2009 - Brutus - Thijstijd

### Mixtapes
- 2003 - D-Men - De Straatremixes (Mixtape)
- 2004 - D-Men - De Straatremixes Deel 2 (Mixtape)
- 2004 - D-Men - De Straatremixes Deel 3 (Mixtape)

### Singles
- 2005 - Mijn Feestje (samen met Negativ)
- 2006 - Ik wacht al zo lang (bijdrage op single van Lange Frans & Baas B)
- 2006 - Net als jij
- 2007 - Gedachtegang
- 2007 - Flappen (met Lange Frans en Zwarte Sjaak)